# 1869 dans les chemins de fer
Chronologie des chemins de fer
1868 dans les chemins de fer - 1869 - 1870 dans les chemins de fer

## Évènements

### Janvier
- 14 janvier, Californie (États-Unis) : ouverture de la ligne Los Angeles-Wilmington, première ligne de chemin de fer dans le sud de la Californie. (Los Angeles & San pedro railroad company)

### Mai
- 10 mai, États-Unis : jonction à Promontory Point (Utah) du premier chemin de fer transcontinental entre les compagnies Central Pacific, partie de Sacramento (Californie) et  Union Pacific venant d'Omaha (Iowa)[1].
- 15 mai, Californie (États-Unis) : ouverture de la section Sacramento-Galt de la ligne de Sacramento à Oakland (Central Pacific)
- 31 mai, France : ouverture de la section Auch-Mirande du chemin de fer d'Agen à Tarbes (compagnie du Midi)

### Juillet
- 8 juillet, Algérie : ouverture de la section Bou Medfa-Affreville du chemin de fer d'Alger à Oran et embranchements (PLM, réseau algérien).

### Août
- 4 août, Californie (États-Unis) : ouverture de la section Galt-Lodi de la ligne de Sacramento à Oakland (Central Pacific)
- 14 août, Californie (États-Unis) : ouverture de la section Lodi-Stockton de la ligne Sacramento-Oakland (Central Pacific)

### Septembre
- 25 septembre, France : constitution de la Compagnie des Dombes et des chemins de fer du Sud-Est[2].

### Octobre
- 31 octobre, Roumanie : ouverture de la ligne de chemin de fer Bucarest–Giurgiu Nord–Giurgiu[3].

### Décembre
- 2 décembre, Italie : accident sur le Chemin de fer du Mont-Cenis. Le frein d'un train de marchandise composé d'une locomotive et deux wagons cède dans la descente vers l'Italie, aux environs de Novalaise. Le train déraille : le chauffeur et un garde de nuit sont tués, un mécanicien grièvement blessé.

- 29 décembre, France : ouverture de la section Avignon - Cavaillon de la Ligne d'Avignon à Miramas (PLM)

- 30 décembre.  France :   création de la Compagnie du chemin de fer du Tréport[4].